# Chavarriella excelsa
Chavarriella excelsa är en fjärilsart som beskrevs av Paul Dognin 1910. Chavarriella excelsa ingår i släktet Chavarriella och familjen mätare. Inga underarter finns listade i Catalogue of Life.